# 얀-텔러 효과
얀-텔러 효과(Jahn–Teller effect)는 독일계 영국인 화학자 허먼 아서 얀과 헝가리 유대계 미국 과학자 에드워드 텔러가 제안한 효과로, 대칭성이 깨지면서 에너지가 낮아져 안정해지는 효과이다. 

## 같이 보기
- 자발 대칭 깨짐
- 반방향족성